# گرانجی اوتلو
گرانجی اوتلو (پرتغالی برزیلی: Grande Otelo؛ ‏ ۱۸ اکتبر ۱۹۱۵ – ۲۶ نوامبر ۱۹۹۳) با نام اصلی سباسچیائو برنارجیس جی سوزا پراتا (پرتغالی برزیلی: Sebastião Bernardes de Souza Prata) بازیگر، خواننده، کمدین، موسیقی‌دان و آهنگساز اهل برزیل بود.
وی در اوبرلانجیا متولد شد و در کودکی یتیم شد. او مدام از خانواده‌هایی که او را به فرزندی می‌پذیرفتند، فرار می‌کرد و تنها زمانی زندگی‌اش سر و سامان گرفت که به هنر روی آورد.
اوتلو فعالیت سینمایی خود را در سال ۱۹۳۵ با فیلم شب‌های ریو آغاز کرد. او همچنین به خاطر بنیان‌گذاری یک گروه کمدی با اسکاریتو، شهرت دارد.
او در سن ۷۸ سالگی در فرودگاه شارل دوگل در نزدیکی پاریس درگذشت و در گورستان سائو پدرو در اوبرلانجیا برزیل به خاک سپرده شد.
وی در فیلم مستند بیوگرافی ۲۰۲۳ «اتلوی کبیر» به کارگردانی لوکاس اچ. روسی دوس سانتوس به تصویر کشیده شده است.
زندگی و حرفۀ گرانجی اوتلو از نظر بسیاری یک نمونۀ خوب از داستان موفقیت به شمار می‌رود. او امروزه به‌خاطر فعالیت‌های پرشمارش در عرصه بازیگری شهرت زیادی دارد. با این حال، حرفه او تحت تأثیر نژادپرستی و تعصبات قرار داشت. در یکی از نخستین نقش‌هایش، یعنی نقش سباستیائو در فیلم کجایی خوشبختی؟ شخصیت گرانجی اوتلو با کلیشه‌های نژادی فراوانی مواجه بود. کلیشه‌های نادرست نژادی در بسیاری از آثار او—حتی تا سال‌های پایانی فعالیت حرفه‌ای‌اش—حضور داشتند. علاوه بر این، گرانجی اوتلو با تعصباتی نسبت به توانایی‌های بازیگری‌اش نیز روبه‌رو بود. گرفتن نقش‌های اصلی برای بازیگران سیاه‌پوست دشوار بود و همچنان نیز هست. نقش‌های اصلی‌ای که او توانست به دست بیاورد، همگی با حضور مشترک یک بازیگر سفیدپوست همراه بودند.
از فیلم‌ها یا برنامه‌های تلویزیونی که وی در آن نقش داشته است می‌توان به فیتزکارالدو (۱۹۸۲) اشاره کرد.